# Прогресс М-35
Прогресс М-35 — транспортный грузовой космический корабль (ТГК) серии «Прогресс», запущен к орбитальной станции «Мир». Серийный номер 235.

## Цель полёта
Доставка на орбитальную станцию (ОС) более 2400 килограммов различных грузов, в числе которых топливо, запас кислородной смеси, средства индивидуальной защиты, сменные узлы и блоки, научную аппаратуру, комплект для выхода в открытый космос, дополнительные средства освещения ОС, гермоплату (для установки на приёмный конус стыковочного устройства) и переходные кабели для ремонта модуля «Спектр», посылки для членов экипажа. Доставка 70 кг американского оборудования, в том числе и личных вещей Майкла Фоула, так как его личные вещи остались в разгерметизированном модуле «Спектр».

## Хроника полёта
- 05.07.1997, в 07:11:53.937 (MSK), (04:11:54 UTC) — запуск с космодрома Байконур;
- 07.07.1997, в 08:59:24 (MSK), (05:59:24 UTC) — осуществлена стыковка с ОС «Мир» к стыковочному узлу на агрегатном отсеке служебного модуля «Квант». Процесс сближения и стыковки проводился в автоматическом режиме;
- 06.08.1997, в 14:46:40 (MSK), (11:46:40 UTC) — осуществлена расстыковка от ОС «Мир»;
- 18.08.1997, в 15:52:46 (MSK), (12:52:46 UTC) — осуществлена повторная стыковка с ОС «Мир» к стыковочному узлу на агрегатном отсеке служебного модуля «Квант». Процесс сближения и стыковки проводился в телеоператорном режиме;
- 07.10.1997, в 15:03:47 (MSK), (12:03:47 UTC) — корабль отстыковался от ОС «Мир» и отправился в автономный полёт. Несгоревшие остатки ТГК упали около 20:23 (MSK) в Тихом океане в районе 41,8° ю.ш., 171,5° з.д.

## Перечень грузов
Суммарная масса всех доставляемых грузов: 2425,3 кг